# Élection présidentielle cap-verdienne de 1991

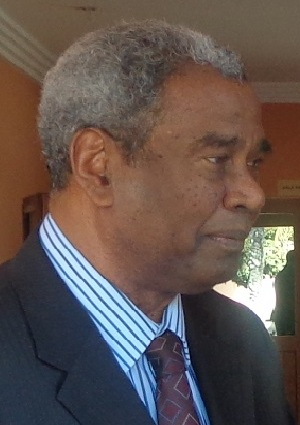
António Mascarenhas Monteiro, vainqueur de l'élection présidentielle de 1991.

Une élection présidentielle s'est tenue au Cap-Vert le 17 février 1991. Elle est remportée par António Mascarenhas Monteiro, candidat du Mouvement pour la démocratie.

## Résultat
| Candidat                     | Parti                                          | Votes  | %    |
| ---------------------------- | ---------------------------------------------- | ------ | ---- |
| António Mascarenhas Monteiro | Mouvement pour la démocratie                   | 70 623 | 73,4 |
| Aristides Pereira            | Parti africain pour l'indépendance du Cap-Vert | 25 544 | 26,6 |
| Votes invalides/blancs       | Votes invalides/blancs                         | 1 755  | -    |
| Total                        | Total                                          | 97 922 | 100  |

### Source
- (en) Cet article est partiellement ou en totalité issu de l’article de Wikipédia en anglais intitulé « Cape Verdean presidential election, 1991 » (voir la liste des auteurs).